# Малокозырщина
Малокозырщина (укр. Малокозирщина) — село,
Перещепинский городской совет,
Новомосковский район,
Днепропетровская область,
Украина.
Код КОАТУУ — 1223210502. Население по переписи 2001 года составляло 447 человек .

## Географическое положение
Село Малокозырщина находится на левом берегу реки Орель (или на правом берегу канала Днепр — Донбасс),
выше по течению примыкает село Козырщина,
ниже по течению на расстоянии в 4,5 км расположено село Великокозырщина (Магдалиновский район).
Река в этом месте извилистая, образует лиманы, старицы и заболоченные озёра.
Рядом проходит автомобильная дорога Т-0412.